# Zubieta
Zubieta  est un village et une municipalité dans la Communauté forale de Navarre dans le Nord de l'Espagne.
Le secrétaire de mairie est aussi celui d'Ituren.
Elle est située dans la zone bascophone de la province où la langue basque est coofficielle avec l'espagnol. La population parlant le basque représentait 97.66% en 2010, 95.2% en 2018,.

## Géographie
Le village se situe dans la vallée de Malerreka et est traversée par la rivière Ezkurra.

### Quartiers
Le village est formé de 6 quartiers Ameztia, Aurkidi, Azkota, Mendrasa, Sarekoa et Zubieta.

## Histoire
La première mention écrite historique du village de Zubieta se situe entre 1054 et 1076, se référant à la terre de Lerin, dominée par Sanche IV de Navarre. En fait, Zubieta était l'un des villages qui formaient la vallée de Doneztebe de Lerin, sa capitale étant Doneztebe. En 1280 Zubieta payait 18 sols et demi par an.
En 1434, Blanche de Navarre leur imposa un paiement de 200 sols, y compris l'eiurde à payer pour manger les porcs sur la montagne.
En 1421, le roi Charles III accorda la juridiction de Pampelune à Doneztebe, et après le titre de Villa (bourgade), le village acquit un siège aux Cortes de Navarre. Peu à peu, les villages qui formaient la vallée furent divisés; en 1630, Legasa, Narbarte, Oieregi, et Oteitza créèrent le Bertizarana, séparé de Doneztebe de Lerin.
Des années plus tard, en 1665, Sunbilla quitta également la vallée et obtint le titre de Villa. Zubieta obtint le titre de Villa en 1704, payant 500 ducats au roi, mais continua à être dans la vallée de Doneztebe de Lerin jusqu'à sa dissolution en 1845. Cette année-là, le village constitua une commune indépendante,.

## Langues
En 2011, 95,2% de la population de Zubieta ayant 16 ans et plus avait le basque comme langue maternelle. La population totale située dans la zone bascophone en 2018, comprenant 64 municipalités dont Zubieta, était bilingue à 60.8%, à cela s'ajoute 10.7% de bilingues réceptifs.

### Droit
En accord avec Loi forale 18/1986 du 15 décembre sur le basque, la Navarre est linguistiquement divisée en trois zones. Cette municipalité fait partie de la zone bascophone où l'utilisation du basque y est majoritaire. Le basque et le castillan sont utilisés dans l'administration publique, les médias, les manifestations culturelles et en éducation cependant l'usage courant du basque y est majoritaire et encouragé le plus souvent.

## Galerie de photos

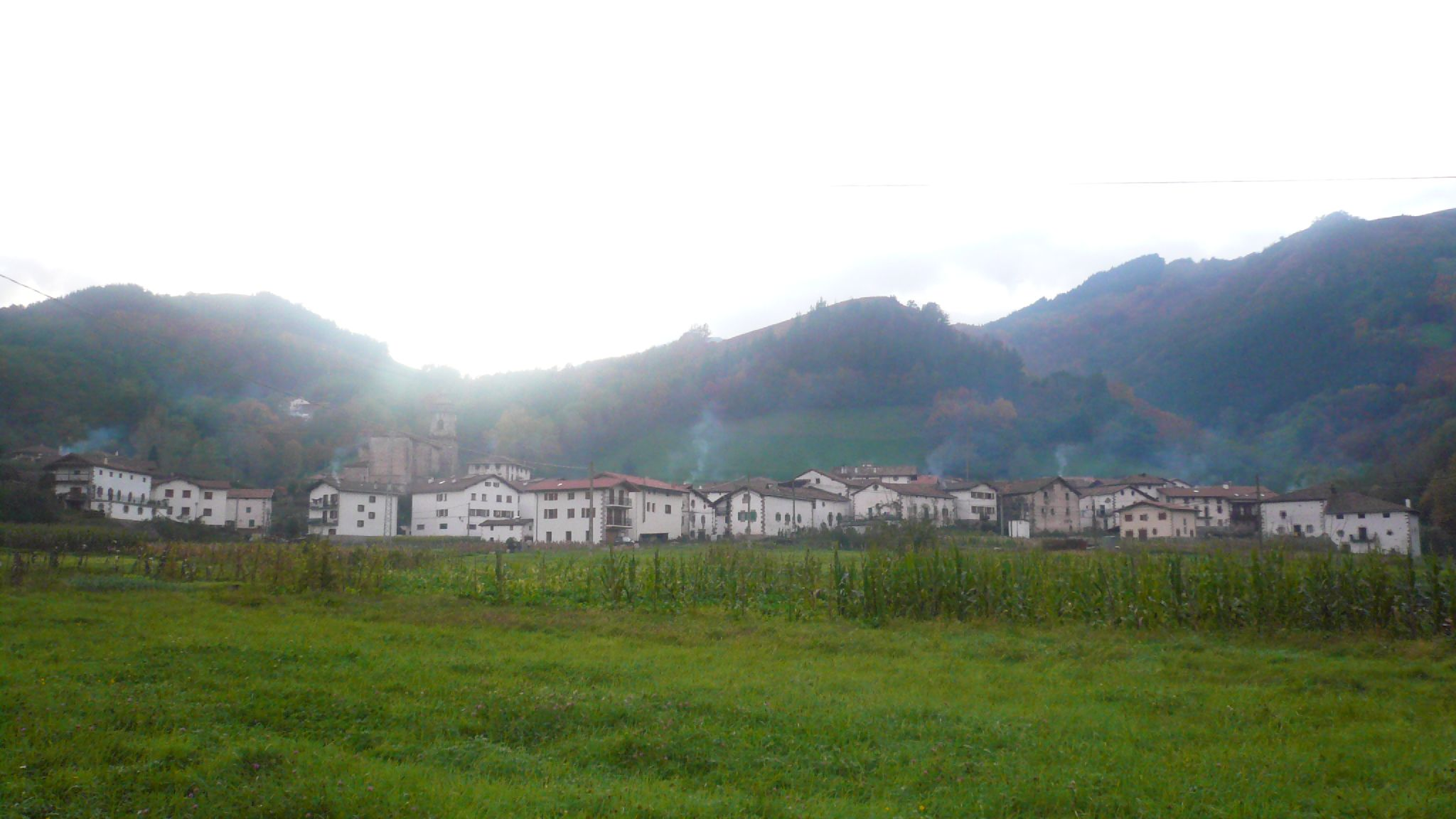
Village
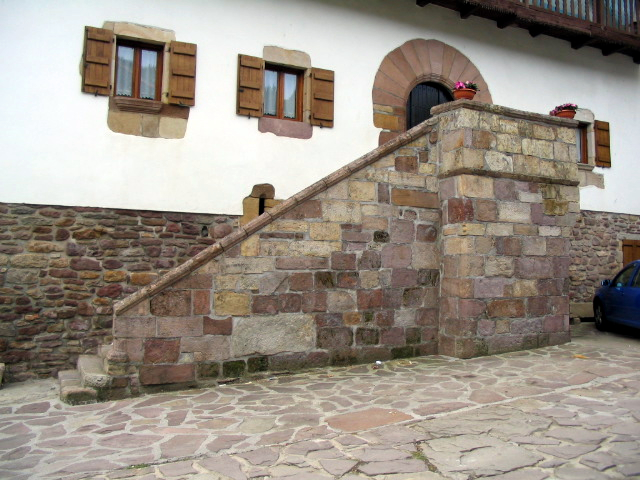
Place du village
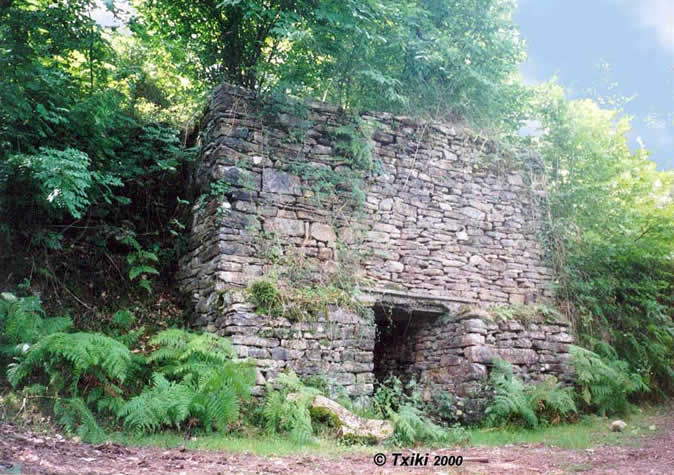
Ancien four à chaux
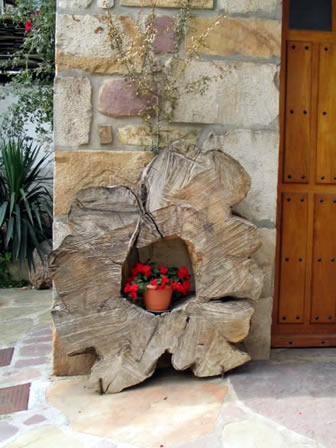
Décoration
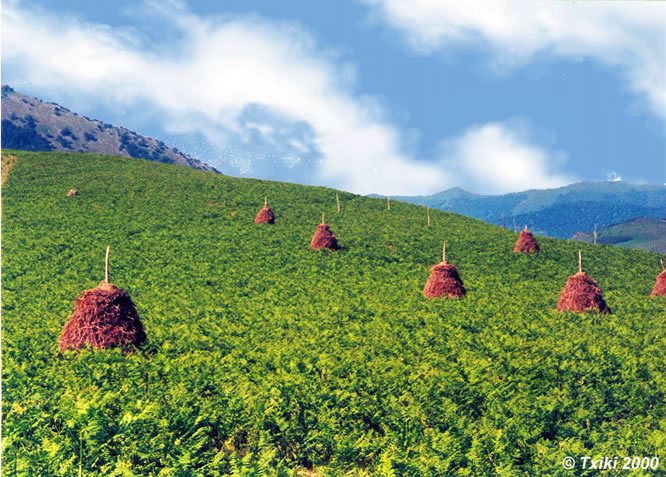
Fougère en tas sur les hauteurs
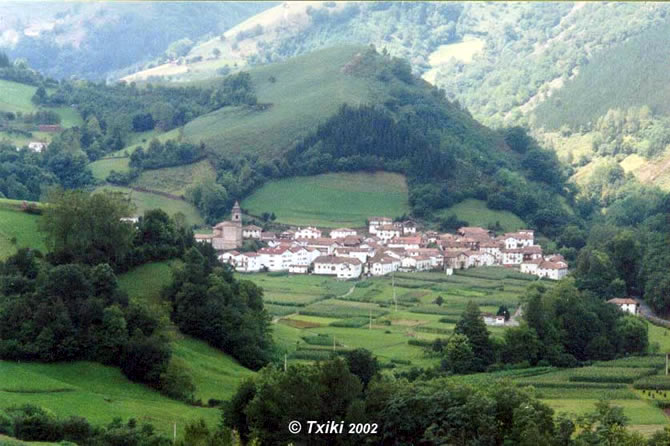
Village